# Povijest Izraela i Palestine
U pojmu Izrael (egip. ysrys; ugarit. yśril; heb. ישראל [yisra'el]; grč. ἰσραήλ; lat. israel) sadržan je niz raznih značenja: nadimak jednog od praotaca Židova, imenom Jakova; izraelski narod; naziv sjevernog kraljevstva, od Salomona do pada pod asirsku vlast; naziv zemlje koji se poklapa s nazivom "Palestina"; ime moderne Države Izrael.
Naziv Palestina (egip. p-r-s-t; asir. palaštu; heb. פלשת [pelešet]; arap. فلسطين; [filastīn] ili [falastīn]; grč. παλαιστίνη; lat. palaestina) Grci upotrebljavaju u geografskom pojmu Sirija-Palestina, a što je grecizirani naziv za zemlju Filistejaca. Palestina je uglavnom zemljopisni pojam, uz dva povijesna razdoblja kada postaje i politički pojam: za vrijeme rimskog cara Hadrijana, koji provinciji Judeji mijenja ime u provincija Sirija-Palestina i za vrijeme britanskog mandata, kada se Mandat lige naroda naziva Palestina.
Ovaj članak bavi se poviješću zemlje na koju se odnosi naziv Izrael (Palestina) od pretpovijesti do osnutka Države Izrael. O povijesti moderne Države Izrael detaljnije podatke može se naći u člancima pod nazivom Izrael, Uspostava i povijest Države Izrael, Bliskoistočni sukob.
O pretpovijesti Izraela i Palestine, od paleolitika do brončanog doba vidi članak Pretpovijest Izraela i Palestine.

## Željezno doba I
Biblijska se povijest na neki način smješta u kontekst stvarne povijesti o kojoj postoje arheološki i pisani dokazi. Ipak, najstariju povijest - biblijsku prapovijest - biblijski su pisci počeli zapisivati najranije negdje od 6. stoljeća pr. Kr., pa se tekstovi koji se odnose na raniju povijest moraju smjestiti u područje usmene predaje i legende.

### Doseljavanje Židova u Kanaan
Arheološka nalazišta iz željeznoga doba I (oko. 1200. – 900. pr. Kr.) svjedoče o novoj društveno-gospodarskoj prekretnici na području Izraela i Palestine. Krajem brončanog doba dio gradova je uništen, a civilizacija se osobito nastavlja u seoskim naseljima. Za ovo su razdoblje tipične kuće sastavljene od po četiri prostorije, kameni silosi, te cisterne za vodu izdubene u stijeni (npr. u Hazoru). Počinje uporaba željeza, a zemlja se obrađuje na terasastim površinama.
Prema biblijskom izvještaju ovdje bi trebalo smjestiti dolazak Židova u Kanaan i osvajanje zemlje, no nema arheoloških dokaza o nasilnom prekidu civilizacije mlađeg brončanog doba ili o širokim razaranjima. Usto, nema niti pisanih izvora, izuzme li se Merneptin natpis. Znanstvenici općenito drže da se više ne može govoriti o stvarnom nasilnom osvajanju Kanaana, pa su preostale druge dvije teorije. Prva pretpostavlja sedentariziranje nomadskog stanovništva, koje je moglo pristići i iz Transjoradanije, a druga, vjerojatnija, pretpostavlja da je bila riječ o unutarnjoj pobuni seoskog, već sedentariziranog, stanovništva.
S druge strane, teško je odrediti etnički sastav ovog novonastalog elementa u Kanaanu. Uz Židove, tu su još uvijek i Kanaanci, dok obalne i nizinske dijelove obitavaju Filistejci, a možda i drugi “Narodi s mora”.

### Biblijski izvještaj o dolasku Židova u Kanaan
Prema Bibliji Abraham, praotac Židova doselio se iz planinskih predjela Mezopotamije u zemlju Kanaan. Živio je nomadskim životom, a bavio se stočarstvom. On i njegovi potomci bili su neka vrsta plemenskih vođa, patrijarha.
Zbog teških uvjeta života i gladi u doba patrijarha Josipa odselili su se u plodni Egipat. Ondje su prihvatili sjedilački način života i počeli se baviti poljodjelstvom. U novoj su domovini isprva živjeli kao slobodni seljaci, a pojedinci su se uspjeli uzdići i na visoke položaje u Novom kraljevstvu. Zbog rasta utjecaja ubrzo su došli u sukob s faraonima XIX. dinastije.
Kako bi se spasili od ropstva, oko 1235. pr. Kr., pod vodstvom Mojsija ponovno kreću u seobu preko Crvenog mora (najvjerojatnije ovdje nije riječ o današnjem Crvenom moru) i Sinaja u Kanaan. Mojsije, čije povijesno postojanje nije potvrđeno, smatra se osnivačem židovske vjere. Prema Petoknjižju on je oslobodio Židove iz egipatskog ropstva, a Bog mu je Jahve na gori Sinaj objavio Deset zapovijedi i Zakon, utemeljivši židovski narod. 
Nakon bijega iz Egipta Židovi su pod vodstvom Jošue stigli u Kanaan. Dolaskom u novu - staru domovinu uskoro su se sukobili s tamošnjim stanovnicima Filistejcima i Kanaancima. Židovska plemena zauzimaju svoja područja, a biblijski je opis o tome često idealan, te pojedinim plemenima pripisuje više teritorija nego što je to realno bilo moguće. Osobito se to odnosi na područja istočno od rijeke Jordana, kao i na pripisivanje Danu područja Šarona i Šefele (vidi: 12 izraelskih plemena).
Tijekom dugotrajnih borbi sa starosjediocima na čelu naroda izdvojili su se suci, karizmatski plemenski vođe. Biblija donosi niz izvještaja o sukobima Židova s Kanaancima i Filistejcima, a među njima osobito je značajan onaj koji opisuje pobjedu Židova, predvođenih Deborom i Barakom nad Kanaancima u Tanaku oko 1125. pr. Kr. Iako je čitav izvještaj nastao tek negdje u 7. stoljeću pr. Kr., pobjednička pjesma koju sadrži (v. "Pjesma Debore i Baraka" u Knjizi o Sucima 5) nastala je nedugo nakon samog događaja, pa je time i najstariji tekst u Bibliji.

### Uspostava kraljevstva
Vidi: Popis židovskih vladara.
Urbani razvoj u drugoj polovici 11. stoljeća pr. Kr. možda govori u prilog početaka monarhijskog uređenja među Židovima. Biblija govori o kralju Šaulu, porijeklom iz plemena Benjamina, no o njemu ne postoje nikakvi izvanbiblijski podaci.

#### Davidovo kraljevstvo
Na prelasku iz 11. u 10. st. pr. Kr. nasljeđuje ga David, iz plemena Jude, koji je najprije bio kralj Jude u Hebronu, a po preuzimanju vlasti nad cijelim Izraelom prenio je svoje sjedište u Jeruzalem, dotada grad kanaanskog plemena Jebusejaca. Iako su u Jeruzalemu poznati ostaci kako iz predizraelskog, tako i iz izraelskog razdoblja, nema tragova nasilnog osvajanja grada, a građevine iz željeznog doba I dolaze na vidjelo u posljednjim arheološkim iskapanjima (nakon 2000. godine).
Na sličan način nedostaju i izvanbibilijski podaci o Davidovu osvajanju Filisteje, Edoma, Moaba, Amona, kao i o svođenju Arama na vazalsku ovisnost.
Jasno je, međutim, da je u Davidovo doba izraelsko društvo doživjelo transformaciju iz labavog saveza plemena u pravu državu.

#### Salomonovo kraljevstvo
Davida nasljeđuje Salomon (sredinom 10. st. pr. Kr.). Za vrijeme njegove vladavine gradi se Prvi hram u Jeruzalemu, o kojemu danas nemamo materijalnih dokaza; zbog povoljnog položaja Izraela na dva glavna puta između Egipta i Mezopotamije šire se trgovinski odnosi s okolnim područjima. O njegovoj moći, ili moći njegovih neposrednih nasljednika, svjedoči nešto više arheoloških ostataka, osobito u vidu zidina Hazora, Megida i Gezera, te utvrda u pustinji Negev, što uključuje i veliko nalazište u Beer Ševi.
Ipak, čini se da su ambiciozni Salomonovi graditeljski pothvati doveli do prevelikih davanja, što je pak potaklo pobunu i konačnu podjelu kraljevstva pod njegovim nasljednicima.

## Željezno doba II
Željezno doba II (oko 900. – 600. pr. Kr.) donosi znakove punog razvoja izraelske monarhije te vrhunca materijalne kulture na ovom prostoru.

### Podijeljeno kraljevstvo
Vidi opširnije članke: Kraljevstvo Izrael i Kraljevstvo Juda.
Biblijski izvještaji govore o sukobima nakon Salomonove smrti  (oko 922. pr. Kr.), te o pobuni Jeroboama i sjevernih plemena, nakon čega se kraljevstvo dijeli na dvije države - Izrael (s centrima u Šekemu i Samariji), te Judu (s centrom u Jeruzalemu).
Kraljevstvo Izrael obuhvaća teritorije devet plemena: Zebulun, Jisakar, Ašer, Naftali, Dan, Manaše, Efraim, Ruben i Gad, dok kraljevstvo Juda obuhvaća teritorije plemena Jude, Benjamina i Šimuna (čini se da je ovo pleme već bilo asimilirano u Judu).
Uz stvaranje nove političke vlasti na sjeveru, uspostavlja se i novi kult sa svetištima u Betelu i Danu, o čemu postoje i čvrsti arheološki dokazi. Osobito je značajan hramski prostor na nalazištu Tel Dan na samom sjeveru Izraela, uz koji su nađeni žrtvenici, antropomorfne figure, brončani ukrasi i spaljene životinjske kosti. O moći Sjevernoga kraljevstva svjedoči i rast gradova s pripadajućim fortifikacijama, konjskim stajama (npr. u Megidu) i velikim skladištima (npr. u Hazoru), osobito iz 9. st. pr. Kr., a to znači iz vremena kraljeva Ahaba, ili iz 8. st., to jest iz vremena Jeroboama II.
Južno kraljevstvo predstavljeno je razvojem gradnje u Jeruzalemu, uokolo nekadašnjeg jebusejskog grada, te dobro sačuvanim ostacima gradova i utvrda u pustinji Negev, osobito u Beer Ševi i Aradu, gdje je, uz uobičajene utvrde, nađen i mali židovski hram, čija je upotreba prestala u doba kralja Ezekije ili, vjerojatnije, kralja Jošije (7. st. pr. Kr.), koji provodi vjersku reformu sa središtem u Jeruzalemu. Nedaleko od Arada nađen je i hebrejski natpis koji u blagoslovu spominje "Jahvu i njegovu Ašeru" (žensko božanstvo plodnosti), što govori o religijskom sinkretizmu toga doba.
U oba kraljevstva počinje se stvarati pisana predaja vjerskog sadržaja, koja će činiti temelj buduće Biblije. U Izraelu djeluju proroci Amos i Hošea, a u Judi Izaija i Mihej. Neki dijelovi biblijskih knjiga koji nose njihova imena potječu iz toga doba.
Sredinom 9. st. počinje jačanje Asirije pod Asurbanipalom II. (883. – 859. pr. Kr.) i Salmanasarom III. (858. – 824. pr. Kr.), a sve više slabi utjecaj Egipta na ovim prostorima

### Asirska i babilonska osvajanja
U novim se prilikama promijenio i položaj dviju židovskih država. Nije više postojala ravnoteža između Egipta i Asirije, a prostor između ove dvije sile padao je sve više pod utjecaj najprije Asirije, a potom i Babilonije.

#### Pad Izraela pod asirsku vlast
Nakon smrti moćnoga Jeroboama II. (oko 786. – 746. pr. Kr.) Sjevernim je Kraljevstvom zavladalo bezvlađe, dok Menahem (oko 745. – 738. pr. Kr.) nije preuzeo vlast
i prihvatio biti vazalom Asirije, plaćajući Tiglat Pileseru III. visoki danak. Isto je stanje nastavljeno i za Menahemova sina Pekahije (oko 738. – 737. pr. Kr.), kojega je pogubio njegov vojskovođa Pekah, preuzeo vlast i uspostavio savez sa susjednim Aramom protiv Asirije, što je na kraju dovelo do poraza, te Tiglat Pileser III. oko 734. pr. Kr. osvaja  Gilead i Galileju od koje stvara asirsku provinciju “Magiddu” (prema gradu Megidu. Na asirskom prijestolju nasljeđuje ga Salmanasar V. (726. – 722. pr. Kr.) koji dvije ili tri godine opsjeda Samariju, središte Sjevernog Kraljevstva.
Godine 722. ili 721. pr. Kr. Samarija pada pod asirsku vlast, a Salmanasara V., ubijenog u pobuni, nasljeđuje Sargon II. (721. – 705. pr. Kr.), pa nije jasno tko je od njih dvojice stvarni osvajač Samarije. Moguće je da Sargon pripisuje sebi pobjedu svoga prethodnika. U svakom slučaju, pod njegovom su vlašću stanovnici Samarije preseljeni u Asiriju, a dio je pobjegao na jug i našao utočište u Jeruzalemu, gdje će kralj Ezekija za njih podići novi dio grada.
Malo je izvanbiblijskih izvora o padu Samarije, ponajprije stoga što je Salmanasar V. kratko vladao, te nisu nađeni mnogi zapisi iz njegova doba. O Sargonovim pothvatima ostao je dokument iz njegova doba obično naslovljen Asirska povelja, koji govori o nutarnjim problemima Asirije i Sargonovu usponu na vlast, što je potaklo Samariju i susjedne zemlje na pobunu. Sargon ih je prema tom spisu sve pokorio, a potom se uz sredozemnu obalu spustio sve do Gaze, te pobijedio Egipćane.
Na svim se većim arheološkim nalazima u sloju koji odgovara ovom razdoblju nalaze svjedočanstva o opsežnim uništavanjima i ratnim sukobima. Ipak, mnoga manja mjesta ostala su netaknuta.

#### Kraj Judina kraljevstva
Za to vrijeme na jugu, u Judi, vlada kralj Ezekija (729. – 687. pr. Kr.), sklapa savez s Egipćanima i Etiopljanima protiv Asirije. U vidu pripreme za ovu pobunu, obzidao je i zapadni jeruzalemski brežuljak gdje su obitavali prognanici iz Izraela, te osigurao zalihe vode kopajući podzemne kanale kako bi izvorsku vodu doveo unutar grada. Tragovi oba ova pothvata arheološki su istraženi, a u Ezekijinu tunelu za vodu nađen je i natpis iz toga doba. Iz Hrama je, kao znak nepodlaganja Asircima, uklonio njihovo posuđe, što je kasniji biblijski pisac protumačio kao vjersku obnovu, vjerojatno preslikavajući na Ezekijino vrijeme ono što je kasnije učinio Jošija. Uz Ezekiju je djelovao prorok Izaija, a dio njegove knjige potječe iz toga razdoblja.
Asirci su kroz područje Jude prošli 701. pr. Kr., za asirskoga kralja Sanheriba, pri čemu su osvojili 46 gradova, među kojima i Lakiš, gdje su pri arheološkim iskapanjima nađene krhotine s natpisima koji, čini se, sadrže dramatične pozive u pomoć neposredno prije pada grada. Iako se i pad Jeruzalema činio neminovnim, Asirci su se iznenada povukli. Dok Biblija to tumači kao zahvat Božji, izvanbiblijski izvori govore o babilonskom otporu protiv Asirije, pa se vojska vjerojatno vratila u prijestolnicu Ninivu radi unutarnjih neprilika.
Kralj Jošija (oko 640-609. pr. Kr.) proveo je vjersku reformu te ga biblijski tekstovi drže za osobitog junaka, u čije je vrijeme za popravka Hrama nađena "Knjiga Zakona", što je neki poistovjećuju s Ponovljenim zakonikom. Dok se asirsko kraljevstvo raspadalo, Jošija je nastojao povećati svoju moć. Kako bi postigao jedinstvo naroda, centralizira i kult u jeruzalemskom Hramu, te zabranjuje sva ostala svetišta u kraljevstvu. O prestanku uporabe svetišta u to doba, imamo arheološke dokaze u Tel Aradu. Ipak, Jošija je poginuo kod Megida u borbi s Egipćanima koji su pošli upomoć Asircima, kao obrani protiv rastuće snage Babilonaca. Tako je kraljevstvo Jude palo pod Egipatski utjecaj.
Kraj Jude označen je pobjedom Babilonaca, predvođenih Nabukodonozorom II., nad Egipćanima, u bitci kod Karkemiša (605. pr. Kr.). Nekoliko godina kasnije (598. pr. Kr.) Babilonci kreću na Jeruzalem, koji se sljedeće godine predaje, a kraljevska obitelj odvedena je u Babilon. Nakon još jedne pobune u Judi, potaknute od strane egipatskog faraona Psamtika II., Jeruzalem je razoren (587. pr. Kr.), skupa s Hramom i dvorom, a viši sloj stanovništva odveden je u Babilon. U previranjima, dio stanovništva pobjegao je i u Egipat. Kroz ovo vrijeme u Jeruzalemu je djelovao prorok Jeremija, a dio njegove knjige potječe iz vremena prije odlaska u progonstvo.
Razorenje Jeruzalema označava i kraj židovske vlasti nad ovim krajevima, a početak nadmoći raznih velikih sila: Babilonije, Perzijskog Carstva, te raznih helenističkih država. Židovska izravna vlast u ovim krajevima bit će obnovljena tek 164. pr. Kr.

## Perzijsko i helenističko razdoblje
Od 545. do 538. pr. Kr. čitav Bliski istok, uključujući i ove prostore, dolazi pod vlast Perzijskog Carstva (539. pr. Kr. perzijski "kralj nad kraljevima", Kir Veliki, osvaja Babilon). U 4. st. pr. Kr., osvajanjima Aleksandra Velikog, svi ovi prostori dolaze pod helenistički utjecaj, čije se trajanje računa do Pompejevih osvajanja sredinom 1. st. pr. Kr.

### Perzijska vlast i povratak Židova u Judeju
Perzijski vladar Kir Veliki oko 537. pr. Kr. omogućava Židovima povratak u Jeruzalem i dozvoljava obnovu hrama. Dok Biblija (knjige o Ezri i Nehemiji) taj njegov potez tumači kao čin pobožnosti prema židovskom Bogu, iz povijesnih izvora saznajemo da je Kir jednako postupao sa svetištima i hramovima ostalih naroda. U ovom području, pridobivanje naklonosti domaćeg stanovništva bilo je važno u vidu budućeg osvajanja Egipta. Pred kraj 6. st. pr. Kr. dovršena je obnova jeruzalemskog Hrama, a u Jeruzalemu tada djeluju proroci Hagaj i Zaharija. U razdoblju vjerske obnove u 5. st. pr. Kr. neki vide početke sinagogalnog bogoslužja u židovstvu.
Za vladavine Darija I. Velikog (522-486. pr. Kr.) utvrđene su granice ove nove sile, a ustaljen je i unutarnji ustroj putem podjele na dvadesetak satrapija. Svaka od njih podijeljena je u manje pokrajine. Prostor Izraela i Palestine činio je samo mali dio satrapije koja se zvala "Preko Rijeke" (misli se na Eufrat), a u nju je još uključena i Sirija, Fenicija i  Cipar.
U perzijsko su doba manje pokrajine na ovom području bile: Megido, Dor, Samarija, Judeja, Ašdod i Gaza. Na čelu svake pokrajine bio je perzijski ili lokalni upravitelj koji je bio odgovoran satrapu satrapije "Preko Rijeke".
U Judeji su upravitelji bili Židovi (npr. Zorobabel, imali su velikog svećenika u Hramu, a u cijeloj pokrajini vrijedi zakonodavstvo biblijskog Petoknjižja. Tako je pokrajina Judeja postala zapravo teokratska država koja je imala pravo i na kovanje vlastitog novca s oznakom jhd (heb. jahud, "Judeja"). Poznate su razmirice između pokrajina Judeje i Samarije (upravitelj Sanbalat), o čemu postoje i pisani izvori. U to se doba ustaljuje i židovska vojna kolonija u Elefantini, otoku kod Asuana u Egiptu, gdje je nađen velik broj papirusa sa spisima iz 5. st. pr. Kr. na aramejskom.
I, dok su perzijski vladari bili vrlo popustljivi u pitanjima kulture i religije, u pitanju poreza i financija bili su izrazito strogi. Porezi su se plaćali uglavnom u plemenitim kovinama.

### Helenističko razdoblje
Godine 332. pr. Kr. Perzijance poražava Aleksandar Veliki. Nakon njegove smrti (323. pr. Kr.), njegova se područja dijele među dijadosima, a prostor Izraela i Palestine, u tom procesu, 5 puta mijenja vladara, prelazeći iz ruku Seleukovića (kojima su pripale Sirija i Babilonija) u ruke Ptolemejevića (Egipat). Tako je 301. pr. Kr. ovo dio ptolemejske države, dok njim, od 200. pr. Kr., vladaju Seleukovići.
Helenistička kultura ulazi u sve pore društva, od graditeljstva i keramike, do sporta i književnosti. Oko 200. pr. Kr., vjerojatno u Aleksandriji, dobar dio Starog zavjeta preveden je na grčki, a dio biblijskih knjiga i nastaje izvorno na grčkom. Usto, nastaje i bogata apokaliptička književnost.
Neposredno nakon zauzimanja Judeje, Antioh III. Veliki iz dinastije Seleukovića jamči toj pokrajini status teokratske države, te u njoj raste uloga velikih svećenika. Ipak, takav položaj Judeje nije se dugo zadržao. Kad je na vlast došao Antioh IV. Epifan počeli su i sukobi, što je kulminiralo velikim progonom Židova od 167. do 164. pr. Kr. i ukazom o zabrani židovskih obreda u jeruzalemskom Hramu, gdje se uvodi štovanje Zeusa Olimpskog. Ovi postupci potiču židovski ustanak predvođen Makabejcima. Smrću Antioha IV. situacija se smiruje, a Židovi ponovno posvećuju Hram 164. pr. Kr. (događaj se slavi u židovstvu kao blagdan Hanuka). Ipak, sukobi će se nastaviti sve dok Antioh VI. ne imenuje Jonatana Makabejca namjesnikom Sirije, a brata mu Šimuna vojnim zapovjednikom. Šimun će konačno postati veliki svećenik i prvi etnarh Judeje (143. – 134. pr. Kr.). Time počinje razdoblje vladavine dinastije Hašmonejaca koje će kraj 2. i čitavo 1. st. pr. Kr. obilježiti žestokim dinastičkim borbama.
Budući da je etnarh, koji je imao političku vlast, i veliki svećenik u ovom razdoblju bio jedna te ista osoba, porasla je uloga svećenstva u Judeji, a kao reakcija na takvo stanje stvari nastaju različite vjerse sljedbe. Među njima su najpoznatiji farizeji i eseni, kao i zajednica koja se, kao opozicija jeruzalemskom hramskom svećenstvu, okupila u Kumranu. Sa svećeničke se pak strane osniva stranka saduceja.
Borbe između Makabejaca i helenista posvjedočene su i u arheološkim istraživanjima u obliku tipične židovske i tipične helenističke umjetnosti. Tako, primjerice, iz istog razdoblja imamo i najfinije helenističke uljanice, ali i one grubo izrađene i zastarjele židovskoga tipa, kao znak odbijanja novina. Istovremeno, na području Samarije stanovništvo je izmiješano i opire se nasilnim pokušajima judizacije.
Sredinom 1. st. pr. Kr. slabi moć Selukovića, a na povijesno prizorište stupaju Rimljani.

## Rimsko i bizantsko razdoblje

### Pod rimskom vlašću
Za vrijeme borbe za vlast u Judeji između dvojice Hasmonejaca, Hirkana II., uz kojega su pristajali farizeji i Aristobula II., uz kojega su pristajali protivnici farizeja, u njihove se razmirice upliću Rimljani u osobi Pompeja Velikog. On 63. pr. Kr. osvaja Judeju, svrgava Aristobula i na mjesto velikog svećenika, a potom i etnarha, ponovno postavlja Hirkana, a Judeja postaje dijelom rimske provincije Sirije. U to vrijeme sve više jača uloga Hirkanova službenika Antipatera. 40. pr. Kr. u Judeju provaljuju Parti, odvode Hirkana, a Antipaterov sin, Herod bježi u Rim. Odatle organizira ponovno osvajanje Judeje i 37. pr. Kr. osvaja Jeruzalem i postaje kralj Judeje i okolnih područja, uključujući Samariju i Galileju. Herod za svoje vlasti poduzima opsežne graditeljske radove, podiže utvrde poput Masade i Herodiona, gradi palače, poput svoga zimskog dvora u Jerihonu, te obnavlja svetišta, poput onog u Hebronu i, posebice, hrama u Jeruzalemu.
Nakon Herodove smrti njegovo je kraljevstvo podijeljeno među njegove sinove koji vladaju pojedinim dijelovima ovoga područja bilo kao etnarsi, bilo kao tetrarsi. 6. godine car August pretvara Judeju u prokuratorsku provinciju, dok će u ostalim krajevima još neko vrijeme vladati Herodovi nasljednici. Među prokuratorima, to jest upraviteljima,  Judeje bit će i Poncije Pilat
1. st. obilježeno je velikim previranjima, kako na političkom, tako i na religioznom području. U tom se kontekstu pojavljuje Isus Krist i židovska sljedba, koja će kasnije postati poznata kao kršćanstvo. Istovremeno jačaju i druge sljedbe, poput farizeja, zelota i esena.
Godine 66. izbija Prvi židovski ustanak protiv Rimljana. Vespazijan (koji od 67. godine ratuje u Judeji) državnim udarom 69. godine dolazi na čelo Rima; njegov sin Tit osvaja Jeruzalem 70. godine uništavajući Drugi hram (Opsežniji prikaz vidi u članku zeloti), a konačnu pobjedu slave kod utvrde Masade nakon dugotrajne opsade.
Rabin Johanan ben Zakaj, farizej, protivnik zelota), bježi iz Jeruzalema te od Rima uspijeva ishoditi dozvolu za osnivanje centra učenja i sjedišta Sinedrija u Jabni, gdje će pred kraj 2. st. biti utvrđen i sastav židovske Biblije, to jest Tanakha. Na taj je način židovstvo uspjelo preživjeti razorenje Hrama i propast Jeruzalema. Sanhedrin je postao i ostao vrhovno religijsko, politiko i sudsko tijelo sve do 425. godine, kad je prisilno raspušten od strane, tada kršćanskog, Rimskog Carstva.
Židovi, u 2. stoljeću, dižu Drugi ustanak pod vodstvom Bar Kohbe, kojeg Rimljani guše 135. godine. (Vidi ospežniji prikaz: Ustanak Šimuna Bar Kohbe). Nakon toga, Rimljani istjeruju Židove iz Jeruzalema, mijenjajući ime grada u Aelia Capitolina, dok samoj provinciji mijenjaju ime u Sirija-Palestina prema grčkom nazivu.
Bogati su arheološki nalazi iz Herodovog, odnosno rimskog doba. Uz već spomenute Herodove graditeljske radove, tu su i ostaci čitavih gradova, poput Bet Šeana, Banijasa, Seforisa i Cezareje, a ponešto ostataka rimskih ulica vidljivo je i u Jeruzalemu.

### Uspon i pad Bizanta
Dolaskom na vlast cara Konstantina I. (306. – 337.) i njegovim Milanskim ediktom kojim se kršćanstvo proglašava dozvoljenom religijom (lat. religio licita), počinju se mijenjati i prilike u ovim krajevima, posebice nakon Konstantinove pobjede nad njegovim suvladarom na Istoku, Licinijem (oko 325.). Prema izvještajima Euzebija, biskupa u Cezareji i suvremenika Konstantinova, bila je velika uloga Konstantinove majke Helene (u nekim se krajevima naziva i Jelena), koja je potakla svoga sina na približavanje kršćanstvu.
Pod tim utjecajem, već u 4. st. u Jeruzalemu nastaje bazilika Svetoga groba na mjestu Kalvarije i Isusova groba, u Betlehemu je izgrađena bazilika Rođenja Isusova, a nastaju svetišta i u drugim krajevima. U sve većem broju ove krajeve obilaze kršćanski hodočasnici što dovodi do sve većeg ekonomskog napretka. Usto, hodočasnici često ostavljaju i pisane izvještaje o svojim putovanjima, koji su do danas dragocjeni izovri znanja o prilikama toga doba.
Istovremeno, Židovi, koji su 135. godine protjerani iz Jeruzalema, sada o blagdanima smiju posjetiti ovaj grad, koji ponovno nosi svoje staro ime. U Galileji, posebice u gradu Tiberijadi cvate rabinska škola u kojoj je standardiziran vokalizirani tekst hebrejske Biblije. Kroz bizantsko su razdoblje vođe Židova nosili naslov patrijarh. Iz toga su doba sačuvane brojne sinagoge, kako u Galileji (u Kafarnaumu, Katzrinu, Korozaimu, Tiberijadi, Seforisu, Baramu), tako i u Samariji (kao ona u Bet Alfi, s lijepim mozaikom), i u Judeji (npr. u En Gediju).
Novi, ali i posljednji veliki zamah bizantske vlasti u ovim krajevima nastaje u vrijeme cara Justinijana I. (527. – 565.). On je putem jedinstvene religije, kršćanstva, želio ujediniti svoje veliko i raznoliko carstvo, te je zabranio i teško progonio svaki poganski kult. Od toga trenutka mijenja se i položaj Židova. Ne samo da su im bila ograničena dotadašnja prava, nego im je bilo zabranjeno koristi hebrejski jezik u sinagogama. Još je gore bilo Samarijancima koji su stoga poduzimali ustanke, ali i prave osvete protiv kršćana na području Samarije. U skladu s takvom Justinijanovom politikom išla je i nova izgradnja velikih crkava i dogradnja starih, a na čitavom su Bliskom istoku brojni ostaci građevina, keramike i novčanica iz toga doba.
Dok je Bizantsko carstvo bilo zaokupljeno građanskim ratovima i obranom granica od Slavena i Avara, perzijski vladar Hozroje II. Parviz iz dinastije Sasanida osvaja 614. Jeruzalem, a potom i Egipat. Tom prilikom porušene su sve crkve, osim one u Betlehemu. Bizantski car Heraklije (610. – 641.) uspijeva 627. godine povratiti izgubljena područja.
Ipak, Bizantsko carstvo, razgrađeno i nutarnjim nezadovoljstvom zbog prevelikih davanja i nerazumijevanja mjesne semitske kulture neće više na ovom području obnoviti svoju moć.

## Razdoblje arapskih osvajanja i križarskih ratova
Drugi Muhamedov nasljednik, kalif Omar (arap. Umar ibn al-Khattab) nastavlja s osvajanjima ovih dijelova Bizantskog Carstva. 636. godine u bitci kod Jarmuka arapske se snage pokazuju jačima od bizantskih koje se naglo počinju povlačiti. Slijedi sedmomjesečna opsada Jeruzalema, nakon koje, prema kasnijim svjedočanstvima, jeruzalemski patrijarh Sofronije daje Omaru ključeve grada.

### Omejidi i Abasidi
Čitavo područje današnjeg Izraela i Palestinske Samouprave ostalo je pod neprekidnom muslimanskom vlašću više od četiri stoljeća, sve do 1099. godine.

#### Vlast Omejida
Peti kalif, Muavija I. (661. – 680.), obično se drži začetnikom dinastije Omejida koja je do 750. vladala uglavnom iz Damaska. U njihovo doba doseljava se sve više Arapa u ova područja, iz uporabe nestaje grčki jezik, a potom i aramejski, a počinje se koristiti arapski. Od sada ovdje se uz, Židove i kršćane, nalaze i muslimani, no trebalo je više od stotinu godina da bi stanovništvo postalo većinski muslimansko.
Čitavo vrijeme omajadske vlasti označeno je blagostanjem, jer je i ovo područje, zbog blizine Damaska, imalo koristi od velikih osvajanja koja su doprla sve do Španjolske.
691. godine podignuta je znamenita Kupola na stijeni u Jeruzalemu, a gradi se i na drugim mjestima. Osobito je poznata omejidska Hišamova palača u Jerihonu.
Vidi također: Islamska umjetnost i arhitektura

#### Vlast Abasida
Premještanjem središta vlasti u Bagdad, 762. godine, pod vlašću dinastije Abasida i značenje područja Izraela i Palestine znatno je smanjeno. Ipak, bilo je to vrijeme procvata islamske umjetnosti, filozofije, književnosti i kulture u čemu je i ovo područje sudjelovalo.
Takvo će stanje biti prekinuto početkom 11. st. upadima Seldžuka i vlašću Fatimida iz Kaira. I dok je kod ovih posljednjih uglavnom prevladavao stav tolerancije prema Židovima i kršćanima, te su neki zauizmali i važne položaje u državi, bilo je i iznimaka, među kojima je najpoznatiji tzv. "Ludi Kalif", Al-Hakim bi-Amr Allah koji je 1009. uništio baziliku Svetog groba u Jeruzalemu. Njegovi su nasljednici nastavili prethodnu politiku, no 1076. Jeruzalem zauzimaju Seldžuci, neprijateljski raspoloženi prema kršćanima, što je bio jedan od povoda Prvog križarskog rata.

### Križarsko razdoblje
Prvi križarski rat poveli su, na poziv pape Urbana II. iz 1095., francuski, flandrijski i normanski velikaši. Krenuli su u kolovozu 1096., a predvodiili su ih Godfrid Bouillonski i njegov brat Baldovin. Već 1098. osvajaju Edesu, na jugoistoku današnje Turske, a odande se spuštaju prema jugu. 1099. godine, nakon dugotrajne opsade i više bezuspješnih pokušaja, uspijevaju ući u Jeruzalem. Nakon osvajanja čitavoga područja, osnivaju nekoliko križarskih država. To su: Grofovija Edesa i Prinčevina Antiohija (na pograničnom prostoru između današnje Turske i Sirije, Grofovija Tripoli (u današnjem Libanonu) i, naravno, Jeruzalemsko Kraljevstvo.
Usto, postojalo je već odranije armensko kraljevstvo Cilicija, također u jugoistočnoj Turskoj, koje u ovo doba stvara snažne veze sa Zapadom. Samo Jeruzalemsko Kraljevstvo imalo je više vazalskih država, među kojima su najznačajnije: Prinčevina Galileja, Grofovija Jafe i Aškelona, Kneževina Transjordanija i Kneževina Sidona.
1187. godine, u bitci kod Hatinskih rogova, nedaleko od Galilejskog jezera, odvila se presudna bitka između križarske i muslimanske vojske. Muslimane je predvodio Saladin, koji od toga trenutka počinje vladati Jeruzalemom. 
Križarska će vlast ostati na ovim prostorima sve do 1291. kada pada i posljednja njihova utvrda u Akri ili Akku.
Unatoč razmjerno kratkotrajnoj vlasti, tek nekih 100-200 godina, križari su u ovim krajevima ostavili zamjetna umjetnička djela, a to posebno vrijedi za graditeljstvo. Odmah po dolasku u Jeruzalem obnovili su i dobrim dijelom nanovo izgradili baziliku Svetoga groba, obnovili Dvoranu Posljednje večere, počeli su s izgradnjom velike crkve u Nazaretu, kao i niza ostalih crkava, a sve u stilu prelaska iz romanike u gotiku. Usto, izgradili su čitav niz utvrda, poput Cezareje, Akre, Belvoira i Montforta. Njihova je prisutnost vidljiva i u obnavljanju gradskih ulica, osobito u Jeruzalemu.
U križarskim pohodima sudjelovali su i neki poznatiji europski vladari. Bio je ovdje engleski kralj Rikard Lavljeg Srca i francuski kralj Ljudevit IX.

## Drugo arapsko razdoblje i turska vlast

### Vlast Ajubida i Mameluka
Saladin (arap. Salah ed-Din) osvojio je 1169. Egipat, a 1187. i Jeruzalem. Nakon njegove smrti 1193. i borbe za vlast, naslijedio ga je brat Al Adil. Bio je to početak vlasti kurdske dinastije Ajubida, koja je dobila ime po Saladinovu ocu, a vladala je iz Kaira. Njihova je vlast u ovim krajevima bila obilježena stalnim borbama protiv preostalih križarskih područja sa središtem u Akri.
Peti križarski rat trebao je s egipatske strane dovesti križare do Jeruzalema, no završio je porazom kod Damiette 1217. Šesti križarski rat, što ga je 1228. poveo Fridrik II. doveo je do kratkotrajne premoći nad Ajubidima. Bila je dovoljna samo vijest o brojnosti i moći Fridrikove vojske, da mu ajubidski sultan Al Kamil ugovorom preda Jeruzalem, Betlehem i Nazaret. Ipak, nesloga među križarima i poziv što su ga Ajubidi uputili jednom mongolskom plemenu, doveli 1244. su do ponovnog pada ovih mjesta, a Jeruzalem su Mongoli tako razrušili da u njemu više nisu mogli živjeti ni kršćani ni muslimani. Pod dojmom tog pokolja kreće Sedmi križarski rat pod vodstvom francuskog kralja Ljudevita IX. No ova križarska vojna postigla je samo to da su Ajubidi dodatno oslabljeni, a njihovo su mjesto kao vladari ovih prostora preuzeli Mameluci.
1250. Mameluci, turski sluge Ajubida, preuzimaju vlast u Kairu, pa tako i na području Palestine. Križari pridobivaju na svoju stranu Mongole, koje kroz sljedećih deset godina napadaju Mameluke, no s nikakvim uspjehom, sve do bitke kod Ain Džaluta, gdje su Mongoli 1260. konačno potučeni. 1291. mamelučki sultan Halil napada grad Akru, središte križarskoga kraljevstva, u kojem su različite europske nacije bile u međusobnoj svađi. Mameluci osvajaju Akru, te za razliku od plemenitog Saladina, izvršavaju teški masakr nad stanovništvom, a mnoge prodaju u roblje. Time i prestaje postojati križarsko kraljevstvo na kopnu, a zadržat će se još na Cipru. U ovom su se razdoblju promijenile razne administrativne podjele ovoga područja. Tako je krajem 14. st. Sirija bila podijeljena u pet okruga, od kojih je jedan bila Palestina, a uključivala je Jeruzalem (kao glavni grad), Ramlu, Aškelon, Hebron i Nablus, dok je okrug Hauran bio na sjeveru, s glavnim gradom Tiberijadom.
U 13. st., a osobitu u 14. st. zapadnjačka se prisutnost na ovim prostorima ogleda u djelovanju franjevaca, koji se ubrzo nastanjuju uz Dvoranu Posljednje večere, a među njima je bio i Nikola Tavelić.
14. st. bilo je i vrijeme obnove, osobito je to vidljivo građevinama koje su tada nastale ili obnovljene, poput Pamučarskog suka (bazara) u Jeruzalemu.
Ipak, početak 16. st. donio je pogoršanje ekonomskog položaja, a osmanski Turci preuzimaju vlast nad čitavim Istokom.

### Osmansko Carstvo (1517-1918.)
1517. godine osmanski Turci osvajaju Egipat, pa tako i ovo područje, u vrijeme sultana Selima I. Čitav prostor današnjeg Izraela i Palestine pripao je Damaščanskom vilajetu i tako je ostalo sve do 1660. godine. Selima je naslijedio njegov sin Sulejman I. Veličanstveni (1520. – 1566.) koji je znatno pridonio razvoju ovih krajeva. Osobita je njegova zasluga uređenje Jeruzalema, kojega je dao nanovo opasati zidinama. Usto, izgradio je i više lijepih gradskih vrata, kao i niz fontana na gradskim ulicama.
Franjevci koji su se tada našli izvan zidina bili su prisiljeni napustiti Dvoranu Posljednje večere, no nastavili su skrb o ostalim svetištima, često skupa s pravoslavnim kršćanima. Tada, polovinom 16. st. poglavar franjevaca u Svetoj zemlji bio je Dubrovčanin Bonifacije Drkolica, koji je diplomatskom vještinom, ali i poznanstvom s mjesnim upraviteljem Jeruzalema, porijeklom iz Bosne, uspio sačuvati pa i obnoviti mnoga sveta mjesta. Tako je obnovio i baziliku Svetoga groba.
I druga mjesta, izvan Jeruzalema, doživljavaju razdoblje procvata, osobito u 17. i 18. st. Razvijaju se gradovi Jafa, Ramle, Akra ili Akko.
U 19. st. ovo se područje obično u službenoj korespodenciji naziva Arz-i Filistin (Zemlja Palestina), a postaje predmetom mnogih međunarodnih sporazuma. Posebno se to odnosi na Bečki i Berlinski kongres, gdje se obično spominje pod imenom "Pitanje svetih mjesta" ili "Istočno pitanje". Pojedine su europske države time postale zaštitnice kršćana u Svetoj zemlji.
Za sultana Abdul Hamida II. (1876. – 1909., zbog stalne podrške što su je Rusija, Velika Britanija i Francuska pružale gubitku turskog teritorija na Balkanu, Osmansko carstvo traži svoga saveznika u Njemačkoj. Tada je sultan 1898. u Jeruzalemu ugostio njemačkog cara Vilima II. (1888. – 1918.), gdje je Njemačkoj poklonio više zemljišta za izgradnju crkava. Taj će savez Abdul Hamidova brata, Mehmeda V., koji ga je i svrgnuo s prijestolja, uvesti u Prvi svjetski rat na strani Centralnih sila. Ta će odluka dovesti, ne samo do propasti Osmanskoga carstva i turske moći, nego i do velikih promjena na prostoru Izraela i Palestine.

## Povijest nakon Prvog svjetskog rata
Sve veće promjene sastava stanovništva, prestanak osmanske vlasti i i uvođenje "Britanskog mandata u Palestini", uvod su u suvremenu povijest ovog područja, koja će dovesti do stvaranja Države Izrael nakon Drugog svjetskog rata, sukoba s okolnim arapskim zemljama, te borbe palestinskog naroda za pravo na vlastitu državu.
Tom se problematikom detaljnije bave članci: Uspostava i povijest Države Izrael i Bliskoistočni sukob.
| Portal:Kršćanstvo | Portal: Kršćanstvo |